# Джордж Кертіс
Джордж Кертіс (англ. George Curtis, 3 грудня 1919, Вест-Террок — 17 листопада 2004, Базілдон) — англійський футболіст, що грав на позиції півзахисника, зокрема, за «Саутгемптон». По завершенні ігрової кар'єри — тренер.

## Ігрова кар'єра
1936 року був заявленый за лондонськый «Арсенал», проте невдовзі був відданий в оренду до нижчолігового «Маргейта», а згодом кар'єрі гравця завадила Друга Світова війна. Перебував у складі «канонірів» до 1947 року, утім за увесь той час провів у їх складі лише 14 ігор.
1947 року приєднався до «Саутгемптона», у складі якого протягом наступних п'яти сезонів провів 174 гри на першість Англії.
Згодом сезон 1952/53 досвідчений півзахисник провів у Франції, граючи за «Валансьєнн», а завершував ігрову кар'єру на батьківщині як граючий тренер «Челмсфорд Сіті» протягом 1953—1954 років.

## Кар'єра тренера
Перший досвід тренерської діяльності здобув у 1953–1954 роках як граючий тренер «Челмсфорд Сіті».
Згодом повернувся до тренерської роботи на початку 1960-х, очоливши тренерський штаб спочатку «Брайтон енд Гоув», а згодом «Стівенейдж Таун».
1968 року був запрошений до США, де разом із мексиканцем Анхелєм Пападопулосом тренував команду «Сан-Дієго Торрос» по ходу її єдиного сезону в Північноамериканській футбольній лізі.
Після завершення сезону команда із Сан-Дієго припинила існування, а вже наступного року Кертіса запросив очолити свою команду норевезький «Русенборг». Англієць привів цю команду до перемоги у національній першості 1969 року, проте піддавався критиці за оріжнтовану на захист і відповідно невидовищну гру, яку демонструвала його команда. Наступного року команда фінішувала другою у чемпіонаті, її залишили основні нападники, т головний тренер пішов у відставку.
1971 року він повернувся до Норвегії, очоливши національну збірну країни. Під його керівництвом норвежці здобули лише одне очко у шести іграх відбору на Євро-1972, а по ходу також невдалого відбору на ЧС-1974 зазнали принзливої поразки 0:9 від збірної Нідерландів. Врешті-решт влітку 1974 року після 17 ігор, в яких збірна Норвегії здобула лише три перемоги, англійського тренера було звільнено.
1976 року він ще деякий час тренував «Русенборг», після чого завершив тренерську роботу на професійному рівні.
Помер 17 листопада 2004 року на 85-му році життя в Базілдоні.

## Титули і досягнення

### Як гравця
- Чемпіон Англії (1):

«Арсенал»: 1937-1938
- Володар Суперкубка Англії з футболу (1):

«Арсенал»: 1938

### Як тренера
- Чемпіон Норвегії (1):

«Русенборг»: 1969